# Maria da Conceição Nobre Cabral
Maria da Conceição Nobre Cabral est une femme politique bissau-guinéenne. Elle est ministre des Affaires étrangères de la Guinée-Bissau du 17 avril 2007 au 2 janvier 2009.